# Erich Sedlak
Erich Sedlak (* 8. Jänner 1947 in Wien; † 17. Mai 2018 ebenda) war ein österreichischer Autor und Herausgeber.

## Werdegang
Seine Schulzeit bei den Schulbrüdern verbrachte Sedlak in Strebersdorf in Wien. Danach war er fast 30 Jahre als Papiergroßhändler in Wiener Neustadt tätig. Im Jahr 1972 hatte er erstmals Kontakt mit den Wiener Neustädter Autoren Jeannie Ebner, Albert Janetschek, Peter Schuster, Peter Zumpf, Gotthard Fellerer. Sedlak ist Mitbegründer des „Wiener Neustädter Kreises“. Seit 1995 arbeitete er ausschließlich als Schriftsteller und Herausgeber.
Sedlak schrieb Satiren, Romane, Krimis, Gedichte, Bühnenstücke, Drehbücher, Hörspiele, Märchen, Kabaretttexte, Erzählungen und Essays. Er arbeitete für Rundfunk (Hörspiele, Funkerzählungen, Lyriksendungen, Kabarettsendungen) und Fernsehen (TV-Theaterstücke, Drehbücher, Kabarettsendungen). Sedlak war Initiator und Regisseur der DVD-Reihe des NÖ P.E.N.-Clubs „Autorenporträt“ (70 DVDs) und Herausgeber der P.E.N.-Anthologien „Süchtig“ (Residenzverlag) und „Literaturlandschaft“ (NÖ Pressehaus). Er war Mitglied im Internationalen und Österreichischen P.E.N.-Club, Österreichischen Schriftstellerverband, IG-AutorInnen, Kulturvernetzung NÖ und beim Literaturkreis „podium“. Sedlak war seit 1994 Generalsekretär und war seit 2004 Präsident des Österreichischen P.E.N.-Landeszentrums Niederösterreich. Er veröffentlichte in zahlreichen Anthologien und Literaturzeitschriften.
Sedlak war verheiratet und hatte aus erster Ehe zwei Kinder. Er lebte in Wiener Neustadt als freier Autor. Seine Urne wurde am Wiener Neustädter Friedhof beigesetzt.

## Publikationen
- 1970 Denn was sind schon Worte. Lyrik
- 1973 Einzelschicksale. Satirische Gedichte, (Grafik: Gotthard Fellerer)
- 1975 Ordonnanz. Bundesheer-Roman, (Verlag Fasching, Wien); 2. Auflage 1978, Titelgrafik: Bernhard. H. Kratzig
- 1982 Die Schlaraffenland GesmbH. Satiren, (Januskopf-Autorenreihe, Wiener Neustadt), 2. Auflage 1984, Grafik: Bernhard H. Kratzig
- 1986 Fröhliche Zeiten. Satiren, (Januskopf-Autorenreihe, Wiener Neustadt)
- 1988 Die Eintagsfliege Max. Märchen für Kinder und Erwachsene, (merbod-Verlag, Wiener Neustadt), Grafik: Bernhard Hollemann
- 1990 Die verkleidete Angst. Roman, (merbod-Verlag, Wiener Neustadt)
- 1996 Spiel, Satz & Sieg! Tennis zum Lachen, (NP-Buchverlag, St. Pölten), Grafik: Reini Buchacher
- 1997 Sonderedition (1000 Exemplare) Spiel, Satz & Sieg! für die Pharmakonzerne Hofmann La Roche und Bio-Chemie
- 1997 Nur keine Panik. Satiren, (NP-Buchverlag, St. Pölten); 2. Auflage 1998, Titelgrafik: Bernhard H. Kratzig
- 1997 Herausgeber der P.E.N.-Anthologie „Literaturlandschaft“ (NP-Buchverlag, St. Pölten)
- 1999 Das kleine Mörder-Abc. Satiren, (Literaturedition NÖ, St. Pölten), Grafik: Bernhard Hollemann
- 1999 Heiß geliebte Sauna. Hitz- und Schwitzgeschichten, (Verlag Va bene, Wien), Titelgrafik: Bruno Haberzettl
- 2000 Autorenporträt Erich Sedlak, DVD des NÖ P.E.N.-Clubs, (Video artconcept)
- 2001 Rette sich wer kann! Gute Nacht- und Böse Morgen-Geschichten, (merbod-Verlag, Wiener Neustadt)
- 2001 Satirische Höhepunkte, VHS, (Video artconcept)
- 2002 verbrennt mein Feld. Gedichte, (Literaturedition NÖ, St. Pölten), Grafik: Bernhard Hollemann
- 2004 Ikarus oder Die Zerbrechlichkeit der Flügel. Roman, (Verlag Va bene, Wien)
- 2007 Reisezeit. Prosa und Lyrik, (Autorenporträt Nr. 28 des PODIUM)
- 2007 Herausgeber der P.E.N.-Anthologie „süchtig“ (Residenz Verlag, St. Pölten)
- 2008 Notlandung im Schlaraffenland. Satiren, (Verlag Roesner, Mödling), Titelgrafik: Bernhard H. Kratzig
- 2009 Herausgeber der DVD-Reihe „Autorenporträt des NÖ P.E.N-Clubs“ (70 Porträts)
- 2010 Alles nur Gerüchte? Satiren, Hörbuch, (Verlag federfrei, OÖ), Titelgrafik: Bernhard H. Kratzig
- 2011 Thomas und der Club der Kristallhöhle – Die Maronibande. Jugendkrimi, (Verlag federfrei, OÖ)
- 2013 Drunter und Drüber – Humor und Satire. E-Book, (Verlag epubli, Berlin)
- 2016 Den Spuren folgen in die Dunkelheit. Roman, (Brighton-Verlag, Worms)
- 2017 Das rote Pentagramm. Kriminalroman, (Verlag federfrei, OÖ)

## Bühnenwerke
- 1979 „Galgenfrist“ UA im Schloß Katzelsdorf durch die „Wiener Neustädter Volksbühne“; (Preis des österr. Dramenwettbewerbes 1980);
- 1982 „Der Unverbesserliche“ UA im TV-Theater, Wien, ORF, ZDF, SRG;
- 1985 „Fröhliche Zeiten“ UA in Herbert Lederers Theater in Salzburg und Wien, (Österr. Staatsstipendium für Dramatik);
- 1989 „A.E.I.O.U.“ Historische Revue, Wiener Neustadt, Reckturm;
- 1990 „Pavillon der Mäuse“ UA im Theater experiment, Wien;
- 1992 „Komm mit mir nach Bremen“ (nach einem Roman P.Schusters) UA im Theater Wr. Neustadt
- 1994 „Der Neustädter – die Wiedergeburten eines Allzeit Getreuen“ UA im Theater Wr. Neustadt
- 1996 „Schwarze Minidramen“ UA im Theater Szenario, Wien;
- 1997 „Warum Mama?“ u. a. UA Freies Theater, Deutschland, (Preisträger des europaweiten Dramenwettbewerbes)
- 1998 „Eine steile Karriere“ UA Theater Greifenburg, Kärnten;
- 2002 „Schmunzelcocktail“ UA im Theater am Schwedenplatz, Wien;
- 2003 „Hoffnungslos heiter“ Satirisches Programm im Theater-Forum Schwechat;
- 2004 „Dramoletten“ Wiener Literaturhaus (Erstes Wiener Lesetheater)
- 2009 „Ganz normale Österreicher“ UA- „Theater an der Sill“ in Innsbruck
- 2009 „Der Unverbesserliche“ Wiederholung des TV-Theater-Stückes in ORF 2
- 2010 „Fast normale Österreicher“ Forum Theater Schwechat (mit Christa Urbanek)
- 2010 „Die Arche Novak“ UA Stadttheater Kaufbeuren (BRD)
- 2010 „Die Arche Novak“ Premiere im Staatstheater Oldenburg (BRD)
- 2011 „Eine steile Karriere“ Theater St. Anna/Aigen
- 2012 „Nachtdienst im Grandhotel“ UA Wiener Neustadt
- 2015 „Die zweite Sintflut“ UA Wiener Neustadt
- 2016 „Die zweite Sintflut“ Altes Kloster, Hainburg
- 2016 „Ganz normale Alltagsbürger“ Stadttheater Langenfeld (BRD)
- 2017 „Die Arche Novak“ Theater frei-wild, Molln (OÖ)

## Auszeichnungen
- 1975 Literaturstipendium des Landes Niederösterreich
- 1979 Literaturpreis der Arbeiterkammer für Niederösterreich
- 1980 Preis beim Österreichischen Dramenwettbewerb
- 1981 Anerkennungspreis für Literatur des Landes Niederösterreich
- 1984 Förderungspreis für Literatur der Stadt Wiener Neustadt
- 1985 Dramatikerpreis des Bundesministeriums für Unterricht und Kunst
- 1986 Silberne Stadtwappennadel für Literatur der Stadt Wiener Neustadt
- 1987 Förderungspreis für Literatur des Landes Niederösterreich
- 1988 Roman-Verlagspreis des Bundesministeriums für Unterricht und Kunst
- 1995 Kulturpreis der Stadt Wiener Neustadt
- 1996 „Goldene CD“ für Liedertexte auf CD „Magic Christmas“ (Magic-sound)
- 1998 1. Preis des europaweiten Dramen-Wettbewerbes – Freies Theater (BRD)
- 2004 1. Preis beim Literaturwettbewerb „vinum et litterae“
- 2014 Goldene Stadtwappennadel für Literatur der Stadt Wiener Neustadt